# Adam Helcelet
Adam Helcelet (República Checa, 27 de octubre de 1991) es un atleta checo, especialista en la prueba de decatlón en la que llegó a ser subcampeón europeo en 2016.

## Carrera deportiva
En el Campeonato Europeo de Atletismo de 2016 ganó la medalla de plata en la competición de decatlón, consiguiendo un total de 8157 puntos, siendo superado por el belga Thomas Van der Plaetsen (oro ocn 8218 puntos) y por delante del serbio Mihail Dudaš (bronce con 8153 puntos).